# 古澤ナベル慈宇
古澤 ナベル 慈宇（ふるさわ なべる よしたか、2003年3月28日 - ）は、東京都出身のプロサッカー選手。Jリーグ・柏レイソル所属。ポジションはフォワード。

## 来歴
ガーナ人の父と日本人の母を持つハーフ。
青森県の青森山田高等学校に進学、同期に安斎颯馬、1期後輩には松木玖生、宇野禅斗がいる。高校では2019年度、2020年度の全国高等学校サッカー選手権大会で準優勝を経験。
その後東京国際大学へ進学し、最終年度の2024年総理大臣杯全日本大学サッカートーナメント準々決勝では、自身のハットトリックの活躍もありチームを初の4強へ導いた。

## 所属クラブ
- PIONEIRO
- 2015年 - 2017年 クリアージュJrユース
- 2018年 - 2020年 青森山田高等学校
- 2021年 - 2024年 東京国際大学
- 2025年 -  柏レイソル

## 個人成績
| 国内大会個人成績 | 国内大会個人成績 | 国内大会個人成績 | 国内大会個人成績 | 国内大会個人成績             | 国内大会個人成績 | 国内大会個人成績 | 国内大会個人成績 | 国内大会個人成績 | 国内大会個人成績 | 国内大会個人成績 | 国内大会個人成績 |
| 年度             | クラブ           | 背番号           | リーグ           | リーグ戦                     | リーグ戦         | リーグ杯         | リーグ杯         | オープン杯       | オープン杯       | 期間通算         | 期間通算         |
| 年度             | クラブ           | 背番号           | リーグ           | 出場                         | 得点             | 出場             | 得点             | 出場             | 得点             | 出場             | 得点             |
| 日本             | 日本             | 日本             | 日本             | リーグ戦                     | リーグ戦         | リーグ杯         | リーグ杯         | 天皇杯           | 天皇杯           | 期間通算         | 期間通算         |
| ---------------- | ---------------- | ---------------- | ---------------- | ---------------------------- | ---------------- | ---------------- | ---------------- | ---------------- | ---------------- | ---------------- | ---------------- |
| 2025             | 柏               | 36               | J1               |                              |                  |                  |                  |                  |                  |                  |                  |
| 通算             | 日本             | 日本             | J1               | \|\|\|\|\|\|\|\|\|\|\|\|\|\| |                  |                  |                  |                  |                  |                  |                  |
| 総通算           | 総通算           | 総通算           | 総通算           | \|\|\|\|\|\|\|\|\|\|\|\|\|\| |                  |                  |                  |                  |                  |                  |                  |